# Fiktivní kov
Fiktivním kovem je myšlen takový kov, které se objevují ve fiktivních příbězích, hlavně ve fantasy nebo vědecko-fantastických. Oplývají neskutečnými vlastnostmi nebo mají kouzelnou moc. Převážně se používají k výrobě složitých zařízení, zbraní mocné síly nebo ochranných zbrojí, které jsou prakticky nezničitelné.

## Nejznámější fiktivní kovy
- Adamantium – známý z komiksů Marvel
- Vibranium – je z něj štít Kapitána Ameriky a brnění Black Panthera z univerza Marvel Comics
- Mithril – bájný kov z knih J.R.R. Tolkiena
- Naquahdah – známý z universa Hvězdné brány. Jeho derivát je Naquadria
- Trinium – taktéž známý z universa Hvězdné brány. Vyrábějí se z něj vesmírné lodě
- Ceramit (též keramit.) – známý z universa Warhammer 40K. Vyrábějí se z něj energetické zbroje. V reálném světě by se mohlo jednat o Pyrofylit[1]
- Unobtainium – (česky přibližně: nezískatelno), použité v americkém sci-fi filmu Jádro a ve filmu Avatar
- Duranium – užívá se k výrobě lodí z universa Star Trek
- Dilithium - taktéž z univerza Star Treku, využívá se jako katalyzátor k pohonu lodí